# إيمي بيرمان جاكسون
إيمي بيرمان جاكسون (بالإنجليزية: Amy Berman Jackson)‏ هي محامية وقاضية أمريكية، ولدت في 22 يوليو 1954 في بالتيمور في الولايات المتحدة.